# Neolitsea daibuensis
Neolitsea daibuensis är en lagerväxtart som beskrevs av Kamik.. Neolitsea daibuensis ingår i släktet Neolitsea och familjen lagerväxter. Inga underarter finns listade i Catalogue of Life.